# La vendetta di Sejanoz
La vendetta di Sejanoz (titolo originale Lone Wolf - The hunger of Sejanoz) è un librogame dello scrittore inglese Joe Dever, pubblicato nel 1998 a Londra dalla Red Fox Children's Books e tradotto in numerose lingue. È il ventottesimo dei volumi pubblicati finora della saga Lupo Solitario. La prima edizione italiana, del 1999, fu a cura della Edizioni EL.
Questo libro è l'ottavo della serie, in cui il protagonista non è più il supremo maestro Ramas Lupo Solitario, ma uno dei suoi allievi del "Nuovo ordine": in queste avventure, è il lettore che deve scegliere il nome del proprio personaggio, o attraverso una combinazione di due nomi (estratti a sorte da due elenchi) oppure ideato direttamente dal lettore.

## Trama
Assieme al volume precedente, questo libro  costituisce una miniserie incentrata su un unico antagonista, l'Autarca Sejanoz. Desideroso di vendetta per la perdita dell'Artiglio di Naar, il dittatore di Bhanar scatena le sue armate contro Chai, la terra in cui ci siamo rifugiati; con la sconfitta alle porte, il tuo compito è quello di scortare l'anziano Khan di Chai, il Principe e la sua corte verso la salvezza a Lissan. Tra gli agguati dei banditi, gli assalti di Agarashi e incontri con predoni di tombe, sarai anche costretto a scoprire chi tra i viaggiatori è in realtà una spia dell'Autarca prima che riesca ad uccidere il giovane Principe. Dopo aver ottenuto un po' di riposo e la promessa di aiuto nella città di Rakholi, riesci a trovare un eremita tra le rovine di una città; egli ti dona una freccia di korlinium, l'unica arma in grado di sconfiggere l'immortale Sejanoz. Arrivi a Fort Vlau scoprendo che la città è sotto attacco. Sebbene con un abile trucco tu riesca a liberarla e a portare in salvo il Khan, la gloria dura ben poco. Nel finale, riesci ad infliggere il colpo fatale all'Autarca, mentre nella fortezza infuria lo scontro tra i soldati Bhanariani e i Chai.